# SO Cassis Carnoux
OS Cassis Carnoux is een Franse voetbalclub uit Cassis, opgericht in 200] en uitkomend in de Championnat de France amateur. De clubkleuren zijn blauw en wit.